# Liste de survivants de la Shoah
La Shoah est le nom que l'usage a consacré en France pour désigner le génocide qui eut pour effet la disparition de cinq à six millions de Juifs, principalement en Europe centrale et en Europe de l'Est, et comme conséquence l'annihilation de nombreux foyers du judaïsme. Le processus eut lieu pour sa plus grande part lors de fusillades collectives puis dans des camps d'extermination nazis, dont Auschwitz et Treblinka sont les plus célèbres.
Parmi les survivants, certains avaient déjà acquis une notoriété, d’autres l'ont acquise ultérieurement.

## Littérature et édition
- Julia Wallach, autrice de Dieu était en vacances
- Hans Günther Adler (1910 - 1988), auteur de Un voyage
- Hermann Adler (1911-2001), écrivain et auteur de pièces radiophoniques
- Jean Améry (1912-1978), survivant d'Auschwitz, auteur de Par delà le Crime et le Châtiment.
- Paulette Angel Rosenberg, juive française et survivante engagée, auteure de l'ouvrage Le Tournesol (2004).
- Aharon Appelfeld (1932-2018), écrivain et poète israélien
- Édouard Axelrad (1918-2006), auteur de L’Arche ensevelie et de Le Jaune.
- Louis Begley, avocat et écrivain américain
- Jurek Becker (1937-1997), auteur de Jakob le menteur
- Jean-Jacques Bernard (1888-1972), dramaturge
- Bruno Bettelheim (1903-1990), écrivain et psychologue américain
- Joseph Bialot (1923-2012), écrivain français, auteur de C'est en hiver que les jours rallongent, récit de sa déportation à Auschwitz
- Joseph Bor (1906-1979), auteur de Le Requiem de Terezin
- Rachmil Bryks (1912-1974), écrivain yiddish, auteur de A Cat in the Ghetto: Four Novelettes.
- Henry Bulawko (1918-2011), écrivain et journaliste.
- Paul Celan (1920-1970), poète et traducteur roumain.
- Francine Christophe, dramaturge
- Yehiel De-Nur (1909-2001), écrivain israélien.
- Ida Fink (1921-2011), auteur de Le Jardin à la dérive et de Le Voyage
- Otto Frank (1889-1980), père d'Anne Frank, éditeur de son Journal.
- Abraham Fridman (1927-2014), auteur de Je n’ai rien oublié, ayant survécu à Auschwitz-Birkenau , Stutthof et Buchenwald.
- Élisabeth Gille (1937-1996), romancière et traductrice, fille d'Irène Némirovsky.
- Nina Gourfinkel, (1900-1984), spécialiste de la littérature russe sur laquelle elle a écrit de nombreux ouvrages.
- Martin Gray (1922-2016), écrivain franco-américain et avocat.
- Henryk Grynberg
- Claude Hampel (1943-2016), créateur des Cahiers Yiddish (Yiddishe Heften)
- Edgar Hilsenrath (1926-2018), écrivain allemand.
- Joseph Joffo (1931-2018), écrivain français.
- Imre Kertész (1929-2016), auteur hongrois et prix Nobel de littérature pour son cycle Être sans Destin, basé sur sa déportation à Auschwitz et Buchenwald et l'impossible retour à une vie normale
- Alfred Kittner (1906-1991), poète roumain.
- Victor Klemperer (1881-1960), universitaire allemand, spécialiste de littérature française.
- Ivan Klíma, écrivain et dramaturge tchèque.
- Ruth Klüger, auteur de Refus de témoigner
- Ginette Kolinka, auteure de Retour à Birkenau, et mère du musicien Richard Kolinka.
- Jerzy Kosinski (1933-1991), écrivain américain.
- Abba Kovner (1919-1987), poète et écrivain
- Anna Langfus, auteur de Le Sel et le Soufre, de Les Bagages de sable, Paris, Gallimard, 1962.
- Primo Levi (1919-1987), écrivain, auteur de Si C'est un Homme
- Arnošt Lustig (1926-2011), écrivain tchèque.
- Ana Novac (1924-2010), écrivain et dramaturge d'origine roumaine.
- Uri Orlev (1931-2022), auteur israélien de littérature pour enfants.
- Dan Pagis , poète israélien
- Georges Perec (1936-1982), écrivain français.
- Maurice Rajsfus (1928-2020), historien et écrivain français, rescapé de la rafle du Vélodrome d'Hiver.
- Piotr Rawicz (1919-1982), auteur de Le Sang du Ciel.
- Marcel Reich-Ranicki (1920-2013), critique littéraire.
- Leïb Rochman (1918-1978), écrivain yiddish, auteur de Mit Blindè trit iber der erd (A pas aveugles de par le monde).
- Chava Rosenfarb (1923-2011), écrivain et poète de langue yiddish.
- Adolf Rudnicki (1912 ou 1909 - 1990), auteur de les Fenêtres d'or.
- Robert Schindel , écrivain autrichien
- Moshe Schulstein, poète yiddish
- André Schwarz-Bart (1928-2006), auteur de Le Dernier des Justes.
- Manès Sperber (1905-1984), auteur de Qu'une larme dans l'océan.
- Isaïe Spiegel (1923-1990), écrivain et poète juif polonais.
- Vladek Spiegelman (1906-1982), juif polonais ayant survécu à Auschwitz, père de Art Spiegelmann, qui a dessiné le roman graphique Maus qui raconte l'histoire de son père.
- Anja Spiegelman (née Zylberberg) (1912-1968), juive polonaise ayant survécu à Auschwitz, première femme de Vladek Spiegelman et mère de Art Spiegelman.
- Avrom Sutzkever (1913-2010), poète yiddish.
- Mordechai Strigler (en), auteur de Dans les usines de la mort (In di Fabriken fun Toit), Fabrique C et Destins.
- Jiří Weil (1900-1959), auteur de Vivre avec une étoile et de Mendelssohn est sur le toit.
- Elie Wiesel (1928-2016), auteur de La Nuit, prix Nobel de la Paix, ayant survécu à Birkenau, Auschwitz, la Buna et Buchenwald.
- Krystyna Żywulska, traductrice (du russe vers le polonais) et écrivaine, notamment de pièces satiriques, elle écrit aussi des chansons.

## Théâtre et cinéma
- Marcel Bluwal (1925-2021), réalisateur
- Robert Clary (1926-2022), acteur
- Bella Darvi (1928-1971), actrice polonaise
- Charles Denner (1926-1995), acteur français
- Jack Garfein (1930-2019), metteur en scène de théâtre et de cinéma
- Hans Hofer (1907-1973), acteur et artiste de cabaret tchéco-autrichien.
- Ephraim Kishon (1924-2005), réalisateur et scénariste
- Marceline Loridan-Ivens (née Marceline Rosenberg) (1928-2018), cinéaste française
- Curt Lowens , acteur allemand
- Branko Lustig (1932-2019), producteur de films, dont la Liste de Schindler en 1993 et Gladiator en 2001
- Marcel Marceau (1923-2007), acteur et mime
- Michel Muller (1935-2018), acteur, scénariste et parolier français
- János Nyíri, metteur en scène de théâtre et romancier
- Ingrid Pitt (1937-2010), actrice polonaise
- Roman Polanski, réalisateur polono-américain
- Popeck, humoriste, acteur de théâtre et de film français

## Arts visuels et design
- Dina Babbitt (1923-2009), peintre
- Joseph Bau (1920-2002), artiste graphique et poète
- Benn (1905-1989), peintre
- Miklos Bokor (1927-2019), peintre
- Ľudovít Feld (1904-1991), peintre hongrois
- Gotlib (1934-2016), auteur de bande dessinée
- Martin Greenfield (1928-2024), maître tailleur américain d'origine tchèque
- Daniel-Henry Kahnweiler, marchand d'art et promoteur du cubisme
- Esther Nisenthal Krinitz (en), artiste polonaise
- David Olère, peintre et sculpteur; incorporé aux Sonderkommandos de 1943 à 1945, il a rendu ses expériences dans plusieurs dessins
- Nisso Pelossof, photographe originaire de l'île de Rhodes
- Shelomo Selinger, sculpteur et dessinateur franco-israélien, d'origine polonaise
- Michel Sima, sculpteur, photographe, céramiste et graveur d'origine polonaise
- Sam Ringer, peintre de l'école de Paris
- Jan Saudek, photographe tchèque
- Alina Szapocznikow, sculpteur polonaise

## Musique
- Karel Ančerl (1908-1973), chef d'orchestre tchèque
- Barbara, auteur-compositeur-interprète française
- Lex van Delden, compositeur néerlandais
- Petr Eben, compositeur, pianiste et organiste tchèque
- Jean Ferrat, auteur, compositeur, chanteur français
- Bill Graham, imprésario de rock
- Natalia Karp, pianiste polonaise
- Eliška Kleinová, pianiste tchèque
- Simon Laks, compositeur et chef d'orchestre
- Lazare-Lévy, compositeur et pianiste
- Alfred Schreyer, violoniste, musique yiddish
- Alice Sommer Herz (1903-2014), pianiste tchèque
- János Starker, violoncelliste d'origine hongroise
- Daniel Sternefeld, compositeur et chef d'orchestre belge
- Władysław Szpilman, pianiste polonais auteur de Le Pianiste, l’extraordinaire destin d’un musicien juif dans le Ghetto de Varsovie, 1939-1945, adapté au cinéma par Roman Polanski sous le titre Le Pianiste.
- André Tchaikowsky, pianiste polonais
- Ben Zimet, chanteur yiddish
- Membres de l'Orchestre des femmes d'Auschwitz :
  - Zofia Czajkowska (1905-1978), musicienne polonaise, cheffe de l'orchestre
  - Helena Dunicz-Niwińska (1915-2018), violoniste polonaise
  - Fania Fénelon (1919-1983), chanteuse française
  - Esther Bejarano (1924-2021), accordéoniste allemande
  - Violette Jacquet-Silberstein (1925-2014), violoniste française
  - Anita Lasker-Wallfisch (1925-), violoncelliste d'origine allemande

## Humanités et histoire
- Rachel Auerbach, archiviste de la Shoah
- Michel Borwicz, auteur dans la Pologne d'après-guerre de nombreux travaux sur la Shoah
- Robert Büchler, auteur en Isräel de travaux sur la Shoah
- Mark Dvorzhetski, historien, auteur de plusieurs ouvrages sur la Shoah en lien avec les pays baltes et le monde médical
- Jean Elleinstein, historien, spécialiste du communisme et militant politique
- Emil Fackenheim (1918-2003), philosophe et théologien
- Saul Friedländer, historien spécialiste de la Shoah et du nazisme
- Israel Gutman, historien, fondateur de l'Institut international pour la recherche sur la Shoah à Yad Vashem
- Ágnes Heller, philosophe et sociologue hongroise
- Sarah Kofman, philosophe française
- Dita Kraus, enseignante tchécoslovaque
- Lazare Landau, professeur d'histoire des religions à l'université de Strasbourg
- Isaac Lipschits, historien et politologue néerlandais
- Henri Minczeles, historien français
- Nechama Tec, sociologue américaine
- Haïm Vidal Séphiha, linguiste et promoteur du judéo-espagnol
- Denis Silagi, historien et interlinguiste hongrois
- Michel Slitinsky, évadé, résistant français puis historien spécialiste de la Collaboration et de l'affaire Papon
- Georges Vajda, historien de la pensée juive médiévale
- Jean Wahl (1888-1974) - philosophe juif français
- Georges Wellers, historien

## Mathématiques
- Alexandre Grothendieck, mathématicien
- Michel Loève, mathématicien américain d'origine ottomane
- Laurent Schwartz, mathématicien français
- Hugo Steinhaus, mathématicien polonais

## Sciences
- Janina Altman, chimiste
- Georges Charpak, prix Nobel de physique
- Roland Epstein, chimiste, chercheur au CNRS
- Victor Moritz Goldschmidt, chimiste
- Curt Herzstark, ingénieur autrichien ayant conçu les plans de la Curta durant son emprisonnement à Buchenwald
- Walter Kohn, prix Nobel de chimie
- Liviu Librescu (1930-2007), scientifique et professeur d'université, mort lors de la fusillade de l'Université Virginia Tech en retenant le tueur pour permettre à ses étudiants de fuir
- Jean-Claude Pecker, astrophysicien
- Evry Schatzman, astrophysicien français
- Israël Shahak, chimiste
- Bruno Touschek (en), physicien
- Rudolf Vrba, chimiste, pharmacologiste
- Meir Wilchek, biochimiste

## Médecine, psychologie et pédagogie
- Lucie Adelsberger, médecin
- Boris Cyrulnik, psychiatre et psychanalyste
- Ludwig Gross (1915-1996), oncologiste-interniste
- Jerzy Einhorn (en), médecin, chercheur, politicien
- Leo Eitinger, professeur de psychiatrie à l'université d'Oslo, principalement connu pour ses travaux sur le stress post-traumatique à distance des survivants de la Shoah
- Ernst Federn, psychanalyste
- Viktor Frankl (1905-1997), psychiatre autrichien, fondateur de la logothérapie et auteur de Trotzdem Ja zum Leben sagen: Ein Psychologe erlebt das Konzentrationslager
- Erna Furman (en), psychanalyste, principalement connue pour ses travaux sur le deuil des enfants
- Max Hamburger, psychiatre néerlandais, spécialiste du traitement des traumatismes de guerre
- Ludwik Hirszfeld, codécouvreur du système ABO
- Daniel Kahneman, psychologue, prix Nobel
- Alina Margolis-Edelman, cofondatrice de Médecins du Monde
- Eugène Minkowski, psychiatre français
- Henry Morgentaler, docteur et militant pour l'avortement.
- Zina Morhange, oto-rhino-laryngologiste, médecin au Revier de Mengele
- Émile Papiernik, obstétricien français
- Roger Perelman, pédiatre français
- Gisella Perl, gynécologue, pionnière du planning familial aux États-Unis
- Zila Rennert, pionnière de l'accouchement sans douleur
- Odette Rosenstock, médecin et résistante, cofondatrice du Réseau Marcel
- Adolphe Steg, professeur de médecine, urologue
- Anne-Lise Stern, psychanalyste française, militante politique
- Léopold Szondi, médecin, psychopathologiste hongrois
- Karl Targownik (en), psychiatre
- Michel Thomas, linguiste, professeur, agent du CIC, ayant reçu la Silver Star en 2004
- Rose Warfman, infirmière, résistante, survivante d'Auschwitz et de Gross-Rosen

## Théologie, spiritualité et religion
- Lydia Aran, spécialiste du bouddhisme
- Jacob Avigdor, rabbin orthodoxe et auteur
- Leo Baeck, rabbin, chef de file du judaïsme progressiste
- Daniel Farhi, rabbin libéral français
- David Feuerwerker, rabbin de Brive-la-Gaillarde durant la guerre, résistant.
- Antoinette Feuerwerker, juriste, la seule femme de rabbin officiellement membre de la Résistance en France
- Max Friediger, grand-rabbin du Danemark. Déporté le 2 octobre 1943 à Theresienstadt.
- Jacob Gordin, philosophe, kabbaliste, bibliothécaire de l’Alliance israélite universelle
- Avraham David Horowitz, Grand-rabbin français orthodoxe non-consistorial
- Israel Meir Lau, Grand-rabbin ashkénaze d'Israël
- Jean-Marie Lustiger, archevêque catholique
- Joël Teitelbaum, rabbin de Satmar
- David Weiss Halivni, rabbin et talmudiste, dirigeant de l'Union for Traditional Judaism
- Haïm Michael Dov Weissmandl, rabbin haredi

## Politique et résistance
- Alexandre Bielski, combattant juif, leader des partisans Bielski pendant la Seconde Guerre mondiale
- Thomas Buergenthal, juriste spécialiste en droit international
- Marek Edelman, un des leaders du soulèvement du ghetto de Varsovie, médecin et activiste politique
- Kurt Julius Goldstein (en), membre de la onzième brigade internationale, déporté à Auschwitz puis à Buchenwald, écrivain et auteur.
- Alex Hershaft, militant américain des droits des animaux
- René Kapel, rabbin, résistant et ambassadeur d'Israël
- Régine Karlin, résistante militante du droit des femmes
- Henri Krasucki, secrétaire général de la CGT
- Tom Lantos, homme politique américain
- Tomy Lapid, homme politique israélien
- Alfréd Meissner, ministre de la justice tchécoslovaque
- Léon Meyer, député-maire et ministre français
- Samuel Pisar, avocat international, conseiller du président Kennedy et écrivain
- Maurice Rajsfus, militant politique antisioniste, cofondateur de l'observatoire des libertés publiques
- Abraham Schrameck, homme politique français
- Simone Veil (née Jacob) (1927-2017), femme politique française

## Militaire
- Tuviah Friedman, « chasseur de nazis »
- Tibor Rubin (en), né en Hongrie, décoré de l'American Congressional Medal of Honor
- Simon Wiesenthal, « chasseur de nazis », fondateur du centre Simon-Wiesenthal

## Monde économique
- Jean Cahen-Salvador, dirigeant industriel
- Natan Darty, entrepreneur, cofondateur du groupe Darty
- Marcel Dassault, fondateur et PDG du Groupe Marcel Dassault, homme politique
- Serge Dassault, fils et successeur de Marcel Dassault, patron de presse et homme politique
- Daniel Kahneman, prix Nobel d'économie en 2002
- Robert Maxwell (1923-1991) - propriétaire de média
- Jack Tramiel, homme d'affaires américain

## Sport
- Salamo Arouch (1923-2009), boxeur grec
- Elka de Levie (1905-1979), gymnaste néerlandaise
- Kurt Epstein (en) (1904-1975), joueur de water-polo tchécoslovaque
- Egri Erbstein (1898-1949), joueur de football hongrois
- Ben Helfgott (1929-2023), haltérophile britannique
- Ágnes Keleti, gymnaste hongroise
- Gertrude Kleinová (en) (1918-1976), pongiste tchécoslovaque
- Shaul Ladany, marcheur israélien
- Alfred Nakache (1915-1983), nageur français